# MAICO2010
『MAICO2010』（まいこ にーまるいちまる）は、ニッポン放送が中心となって行ったメディアミックスプロジェクトで、ラジオドラマ、漫画、アニメのタイトル。
1997年当時、アニメ番組に力を入れていた時代のラジオドラマとして放送。その後「ヤングキング」でコミック化。また、1998年から半年間WOWOWのアニメコンプレックス枠において『アンドロイド・アナ MAICO 2010』としてテレビアニメ化もされた。

## ラジオ
ラジオ版はニッポン放送「ゲルゲットショッキングセンター」で23時台の内包番組として放送された。正式なタイトルは「2010年ラジオの旅 アンドロイドアナ MAICO2010」。
1997年から1年間放送され、ゲルゲットショッキングセンターでは特集を組んで番組をバックアップしていた。また放送初期は別番組「岩男潤子と荘口彰久のスーパーアニメガヒットTOP10」内で、1週間の総集編的な番組を放送していた。原作者でもある勅使川原昭は同番組のディレクターであり、番組開始の仕掛け人でもある。
番組後期はSONYがスポンサードし、番組と連動した新商品アイディアの募集も行っていた。

### ストーリー
2010年、第3次メディアミックスと呼ばれるメディアの変化にさらされていたニッポン放送は社運をかけた世界初のアンドロイドアナウンサー「MAICO」を製作。MAICOを中心とした、架空の未来のニッポン放送社員たちとの話。

### キャラクター
キャラクターの名前や特徴には、ニッポン放送やその他ラジオに関係する人名や特徴が取り入れられている。
MAICO
声 - 丹下桜
主人公。ニッポン放送に所属する、ラジオ業界初のアンドロイドアナウンサー。アニメ版とは異なり、電源を内蔵しているため自由に動き回れるが、体重は意外と軽く人間並みらしい。素直で健気な性格。エッチな言葉を聞くと暴走するという弱点があったが、後に克服された。
小田利・マスダマス・佳子
声 - 緒方恵美
ニッポン放送のディレクターで、MAICOの開発者。姉御肌。酒癖が悪い。妹の舞子を事故で失っており、妹をモデルにMAICOを生み出した。
オタリは機材メーカー、マスダマスは実在のディレクター「増田佳子」のあだ名。
松尾伝助
声 - 置鮎龍太郎
マスダマスの元で働くアシスタントディレクター。MIACOに思いを寄せている。ドジだが優しくて正直者。
松尾は実在のディレクターの名前。伝助は業務用携帯型録音機の製品名（デンスケ）。
赤井百合子
声 - 山崎和佳奈
ニッポン放送のアナウンサー。MAICOを「ピコピコ玩具」呼ばわりしてライバル視し、悩むMAICOに暴言を吐いて追い討ちをかけるなどの陰湿な行動を取る。松尾に思いを寄せており、松尾がMAICOにばかり構うと泣きながら走り去る。
赤井は機材メーカーから（AKAI）。
タツモト
声 - 岸野幸正
ニッポン放送の編成局長。
当時のプロデューサーや上層部の社員の名前をくっつけた。明るい性格。
その他、露木茂、松村邦洋、ゲルゲットショッキングセンターのパーソナリティーだった井手功二やLFクールK、番組のディレクターである土屋夏彦などがゲストとして出演した。

## 漫画
『ヤングキング』（少年画報社）上で連載された。著者は清水としみつ。

### 漫画版の主なオリジナル設定
- 掲載された雑誌が青年誌ということもあり、オリジナル要素としてMAICOの出自はセクサロイドであるという設定が付加されており、ラジオ版のスタッフは｢あんな設定はなかったはず｣と語っていた。
- MAICO型アンドロイド2号機・RIEが登場してレギュラー化する。その後もMAICO型アンドロイドが複数登場する。
- MAICOは初めて見た人間を最も信頼するという設定があり、最初に見た松尾に思いを寄せている。
- 松尾がマスダマスに恋心を抱いている。
- マスダマスは過去に事故で重傷を負ったことから、体の三分の一を機械化している。
- マスダマスの元恋人・杉田が登場。彼はロボット三原則が弱められている（人間に近い存在にするため）MAICOを危険視し、破壊しようと企む。

- 第1巻 1997年8月、ISBN 4-7859-1591-9
- 第2巻 1998年3月、ISBN 4-7859-1830-6
- 第3巻 1998年8月、ISBN 4-7859-1859-4
- 第4巻 1998年11月、ISBN 4-7859-1882-9

## テレビアニメ
1998年4月6日から同年9月28日にかけてWOWOWのアニメコンプレックス枠で放送された。15分番組で全24話。本放送終了後は『よりぬき。アンドロイド・アナMAICOさん 2010』と題して一部の話を飛ばして同じ放送枠で再放送もされていた。
本作は、近未来の日本において、業界初のアンドロイドラジオアナウンサーとしてニッポン放送に採用されたMAICOの成長を描く。舞台は、当時ニッポン放送は有楽町本社建替えのため港区お台場のフジテレビ社屋内に移っており、現社屋の資料が全く無い状態であったことから近未来が舞台ではあるが、スタジオがお台場のままという設定で描かれている。
2007年10月からTOKYO MXで放送された。30分番組とするため1回につき2話ずつの放送に再構成され、エンディングはカットされた。18話で唐突に終了することとなった。

### 登場人物
声優はアニメのものである。オープニングナレーションのナレーションは、ニッポン放送の垣花正が担当。
MAICO
声 - 丹下桜
主人公。ニッポン放送に採用された、ラジオ業界初の女性型アンドロイドアナウンサー。ラジオ番組「とびだせマイコ2010」のラジオパーソナリティに抜擢される。アニメ版では電源が無いと活動できないため、ほとんどスタジオから外には出ることが出来ないが、マンガ版ではラジオ版とほぼ同じ。
松つぁん
声 - 古澤徹
番組のディレクター。人生相談番組を15年勤めたベテラン。放送開始2時間前に異動の辞令を渡される。
伝助
声 - 置鮎龍太郎
番組のアシスタントディレクターの青年。よくパシリ扱いされている。MAICOと親密である。
マスダマス
声 - 緒方恵美
番組プロデューサー。MAICOの採用を強く推した。ラジオ版とのギャップが大きい。ミスターMとは古くからの知り合い。
梅さん
声 - 土井美加（22話以降）
無口なミキサー。まったくしゃべらず、さまざまなSEを用いて周囲との意思の疎通を図る。エンディングクレジットで当初は「???」と表記されていたが、第22話以降は「土井美加」となっていた。
スガちゃん
声 - 成田剣
軽薄な放送作家。他人が不幸にならないと筆が進まない。10年前に企画したヒット番組が今でも自慢。20話で良いシナリオを書き上げたが命を落とす。
イズミちゃん
声 - 高森奈緒
選曲、音素材担当のアシスタントディレクター。やる気が無く、愛読書は転職情報誌。
カッチン
声 - 小形満
スポンサーからの突き上げにお疲れ気味の自称エリート編成部員。
スーパーMAICO
声 - 丹下桜
MAICOの後任として現れたロボット。声以外はMAICOとまるで似つかない外見であり、暴言を吐く。

### スタッフ
- 原作 - ニッポン放送、清水としみつ
- 監督 - 舛成孝二
- シリーズ構成 - ますなりこうじ&スタジオオルフェ
- キャラクターデザイン・総作画監督 - 石倉敬一
- メカデザイン - 神宮司訓之
- 美術監督 - 中村光毅
- 色彩設定 - 伊藤純子
- 撮影監督 - 川田敏寛
- 音響監督 - 菊田浩巳
- 音響効果 - 野崎博樹
- 音響調整 - 山田均
- 録音スタジオ - セントラル録音・神南スタジオ
- 音楽 - 船山基紀
- 音楽プロデューサー - 須賀正人
- 音楽制作 - ポニーキャニオン
- 総合プロデューサー - 勅使河原昭
- プロデューサー - 白川詩子、頼経康史
- アニメーション制作 - グループ・タック、あにまる屋
- アニメーションプロデューサー - 金正廣、名嘉邦夫
- 製作 - ポニーキャニオン、ニッポン放送、ムービック

### 主題歌
オープニングテーマ「MAICOは踊る」
作詞 - Sora / 作曲・編曲 - 船山基紀 / うた - MAICO（丹下桜）
- 第15話までは歌詞の1番が、それ以降は2番が使用された。

エンディングテーマ「デフォルトの笑顔」
作詞 - Sora / 作曲・編曲 - 船山基紀 / うた - MAICO（丹下桜）
挿入歌「恋してキッス」
作詞 - Sora / 作曲・編曲 - 船山基紀 / うた - 佐藤町子（イズミ）（高森奈緒）
『アンドロイド・アナMAICO2010 音楽編アルバム1 MAICO印の選曲屋さん』 に収録
挿入歌「ゆきえちゃんパニック」
作詞 - Sora / 作曲・編曲 - 船山基紀 / うた - RITZ（岡崎律子）
『アンドロイド・アナMAICO2010 音楽編アルバム2 ゆきえちゃんと愉快な仲間たち』に収録

### 各話リスト
| 話数 | サブタイトル      | 脚本              | 絵コンテ       | 演出           | 作画監督   | 放送日        |
| ---- | ----------------- | ----------------- | -------------- | -------------- | ---------- | ------------- |
| 1    | キュー            | 黒田洋介          | ますなりこうじ | ますなりこうじ | 大河原晴男 | 1998年 4月6日 |
| 2    | 安達さん危ない    | 黒田洋介          | 福冨博         | 福冨博         | 宗崎暢芳   | 4月13日       |
| 3    | プニョ〜ン        | 黒田洋介          | 湖山禎崇       | 太田博光       | 安田好孝   | 4月20日       |
| 4    | 使えない          | 黒田洋介          | 中島弘明       | 中島弘明       | 宗崎暢芳   | 4月27日       |
| 5    | サイテー          | 倉田英之          | 太田博光       | 石崎すすむ     | はちばた吉 | 5月11日       |
| 6    | てゆーか          | 倉田英之          | 福冨博         | 石崎すすむ     | 浜田勝     | 5月18日       |
| 7    | 味噌胡瓜          | 倉田英之          | 太田博光       | 太田博光       | 宗崎暢芳   | 5月25日       |
| 8    | 今すぐ逢いたい    | 黒田洋介          | 福冨博         | 福冨博         | 原田峰文   | 6月1日        |
| 9    | 天方院・S・あきら | 黒田洋介          | 福冨博         | 福冨博         | 安田好春   | 6月8日        |
| 10   | バキューン        | 倉田英之          | 東海林真一     | 稲葉由志夫     | 大泉明     | 6月15日       |
| 11   | あんた鬼っス      | 倉田英之          | 福冨博         | 福冨博         | 宗崎暢芳   | 6月22日       |
| 12   | モールス!         | 倉田英之          | 石崎すすむ     | 石崎すすむ     | 原田峰文   | 6月29日       |
| 13   | 花か? コケシか?   | 倉田英之          | 福冨博         | 福冨博         | 安田好孝   | 7月6日        |
| 14   | ジュ・テーム      | 倉田英之          | 太田博光       | 太田博光       | 安田好孝   | 7月13日       |
| 15   | Gの形             | 黒田洋介          | 葛谷直行       | 石崎すすむ     | 原田峰文   | 7月20日       |
| 16   | ハエ              | 黒田洋介 白根秀樹 | 福冨博         | 福冨博         | 宗崎暢芳   | 7月27日       |
| 17   | わかりません      | 倉田英之          | 福冨博         | 福冨博         | 安田好孝   | 8月3日        |
| 18   | あらし            | 倉田英之          | 飯島正勝       | 石崎すすむ     | 原田峰文   | 8月10日       |
| 19   | 恋してキッス      | 黒田洋介          | 福冨博         | 福冨博         | 宗崎暢芳   | 8月24日       |
| 20   | 素直なんだよ      | 黒田洋介          | 福冨博         | 福冨博         | 安田好春   | 8月31日       |
| 21   | 吸血部隊          | 黒田洋介          | 福冨博         | 福冨博         | 石倉敬一   | 9月7日        |
| 22   | スーパーマイコ    | 黒田洋介          | 福冨博         | 福冨博         | 原田峰文   | 9月14日       |
| 23   | 加勢するぜ!       | 黒田洋介          | ますなりこうじ | ますなりこうじ | 宗崎暢芳   | 9月21日       |
| 24   | 聞こえますか?     | 黒田洋介          | ますなりこうじ | ますなりこうじ | 石倉敬一   | 9月28日       |

### 放送局
| 放送局   | 放送期間                 | 放送日時                 | 備考                             |
| -------- | ------------------------ | ------------------------ | -------------------------------- |
| WOWOW    | 1998年4月6日 - 9月28日   | 月曜 19時00分 - 19時55分 | アニメコンプレックス枠内にて放送 |
| TOKYO MX | 2007年10月5日 - 11月30日 | 金曜 25時30分 - 26時00分 | EDなしの2話ずつ放送（18話まで）  |

### DVD
- 第1巻 1999年6月17日
- 第2巻 1999年7月16日
- 第3巻 1999年8月18日
- 第4巻 1999年9月17日
- 第5巻 1999年10月20日
- 第6巻 1999年11月17日
- DVD-BOX 2007年12月19日

### 評価
ライターのマフィア梶田は、4Gamer.netに連載しているコラムの中で、作中に登場するMAICOがロボ娘フェチの原点であると述べており、印象に残った場面として、MAICOの下半身がコードだらけの未完成な状態だったことが判明する場面を挙げている。

## CD
日付は発売日である。
- ラジオドラマCD
  1. 『2010年ラジオの旅 アンドロイドアナMAICO-2010』第1巻 1997年9月3日
  2. 『2010年ラジオの旅 アンドロイドアナMAICO-2010』第2巻 1997年10月3日
  3. 『2010年ラジオの旅 アンドロイドアナMAICO-2010』第3巻 1997年11月6日
- 主題歌シングルCD
  - 『MAICOは踊る』 1998年5月20日
- アニメサウンドトラック
  1. 『アンドロイド・アナMAICO2010 音楽編アルバム1 MAICO印の選曲屋さん』 1998年11月18日
  2. 『アンドロイド・アナMAICO2010 音楽編アルバム2 ゆきえちゃんと愉快な仲間たち』 1999年3月3日
- 抽選プレゼントCD
  - 『 赤井百合子/あなたにもずくLOVE 』 ゲルゲットショッキングセンター放送時のリスナープレゼント企画として抽選プレゼントされたシングルCD  歌 - 赤井百合子（山崎和佳奈）